# Estação Paraíso (Metrô de São Paulo)
A Estação Paraíso é uma estação do Metrô de São Paulo. Faz a integração da Linha 1–Azul com a Linha 2–Verde. A estação da Linha 1 foi inaugurada oficialmente em 17 de fevereiro de 1975, e a da Linha 2, em 25 de janeiro de 1991. Está localizada na Rua Vergueiro, 1456, no bairro Paraíso, distrito de Vila Mariana.
A estação também tem a saída para o Ramal Moema, que partiria de lá rumo ao bairro, mas nunca foi construído.

## Características

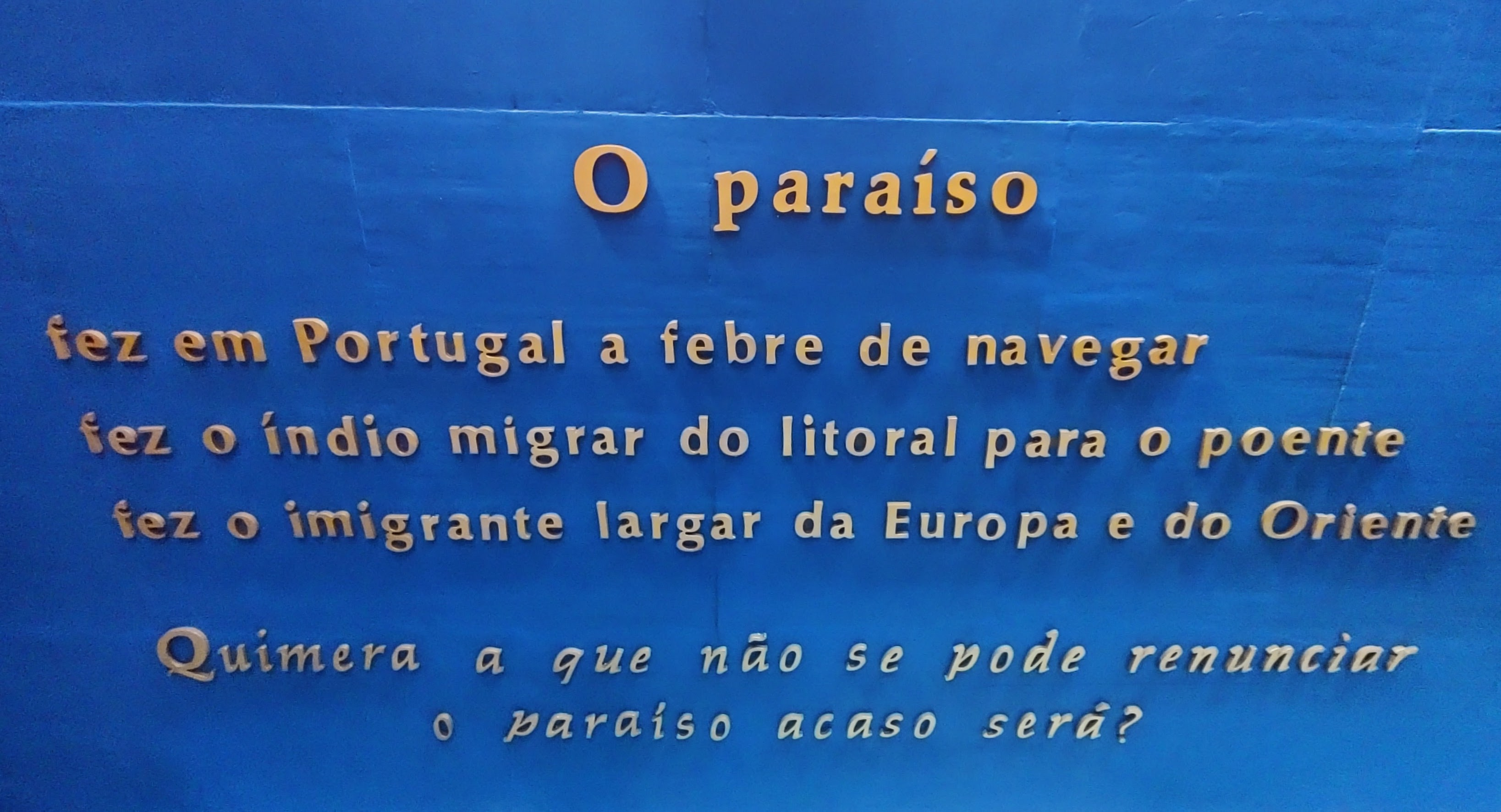
Betty Milan (1995)

Composta por mezanino de distribuição e dois níveis sobrepostos com plataformas centrais na Linha 1 e plataforma central e lateral na Linha 2. A estrutura é em concreto aparente. O principal acesso integra-se com a praça no nível do passeio.
A capacidade da estação é de até quarenta mil passageiros por dia, e a área construída é de 15 765 metros quadrados.
Ela conta com quatro saídas: duas na Rua Vergueiro, sendo uma na esquina com a Rua Dr. Eduardo Amaro, e outras duas no Viaduto Santa Generosa, que faz ligação com a Avenida Bernardino de Campos e a Avenida Paulista.

## Demanda média da estação
A demanda média desta estação, é de 37 mil passageiros por dia, segundo dados do Metrô. Na Linha 1–Azul, 31 mil passageiros embarcam nela, e apenas seis mil na Linha 2–Verde. Esses dados referem-se à quantidade de pessoas que entram na estação, e não que se transferem de uma linha para a outra.

## Obras de arte
| Obra                 | Autor           | Tipo      | Data      | Características físicas                        | Características físicas | Características físicas  | Características físicas | Localização                                                             |
| Obra                 | Autor           | Tipo      | Data      | Material                                       | Técnica                 | Dimensões                | Peso                    | Localização                                                             |
| -------------------- | --------------- | --------- | --------- | ---------------------------------------------- | ----------------------- | ------------------------ | ----------------------- | ----------------------------------------------------------------------- |
| Equilíbrio           | Renato Brunello | escultura | 1989      | Mármore                                        |                         | 1,40 × 1,60 m            | 1.000 kg                | Diante dos bloqueios / Linha 1–Azul                                     |
| O Paraíso            | Betty Milan     | poesia    | 1995      | Chapa galvanizada com tinta metálica (dourada) | Letra bloco             | 4,00 × 5,00 m            |                         | Acesso Pça. Santa Generosa / Linha 2–Verde                              |
| Raios de Sol         | Odiléa Toscano  | mural     | 1990/1991 | Tinta acrílica                                 | Pintura sobre concreto  | 4,40 × 4,00 m            |                         | Acesso à Catedral Ortodoxa, parede acima da escada fixa / Linha 2-Verde |
| Sem Título (Mural 2) | Odiléa Toscano  | mural     | 1990/1991 | Tinta acrílica                                 | Pintura sobre concreto  | 2,50 × 11,70 m           |                         | Acesso Catedral Ortodoxa, parede frontal / Linha 2–Verde                |
| Sem Título (Mural 3) | Odiléa Toscano  | mural     | 1990/1991 | Tinta acrílica                                 | Pintura sobre concreto  | 2,30 × 9,30 m            |                         | Acesso prédio Brahma, parede acima das escadas / Linha 2–Verde          |
| Sem Título (Mural 4) | Odiléa Toscano  | mural     | 1990/1991 | Tinta acrílica                                 | Pintura sobre concreto  | 585,30 × 6,60 m          |                         | Acesso ao Viaduto Santa Generosa / Linha 2–Verde                        |
| Sem Título (Mural 5) | Odiléa Toscano  | mural     | 1990/1991 | Tinta acrílica                                 | Pintura sobre concreto  | 3,20 × 33,00 m           | mural                   | Hall de acesso à plataforma / Linha 2–Verde                             |
| Sem Título (Mural 6) | Odiléa Toscano  |           | 1990/1991 | Tinta acrílica                                 | Pintura sobre concreto  | 1,60 m × 9,90 m × 4,00 m |                         | Acesso ao Segundo Subsolo / Linha 2–Verde                               |

## Dados das linhas
| Linha   | Terminais                     | Inauguração            | Comprimento (km) | Estações | Duração das viagens (min) | Funcionamento                                                         |
| ------- | ----------------------------- | ---------------------- | ---------------- | -------- | ------------------------- | --------------------------------------------------------------------- |
| 1 Azul  | Tucuruvi ↔ Jabaquara          | 14 de setembro de 1974 | 20,2             | 23       | 47                        | - Domingo a 6ª feira, das 4h40 à 0h32 - Sábado, das 4h40 às 1h        |
| 2 Verde | Vila Madalena ↔ Vila Prudente | 25 de janeiro de 1991  | 14,7             | 14       | 28                        | - Domingo a sexta-feira, das 4h40 à 0h24 - Sábados, das 4h40 à 1 hora |

## Dados da Estação
| Sigla | Estação | Inauguração                                                         | Capacidade                   | Integração                                                         | Plataformas                                          | Posição     | Notas                                                                      |
| ----- | ------- | ------------------------------------------------------------------- | ---------------------------- | ------------------------------------------------------------------ | ---------------------------------------------------- | ----------- | -------------------------------------------------------------------------- |
| PSO   | Paraíso | 17 de fevereiro de 1975 (Linha 1) e 25 de janeiro de 1991 (Linha 2) | 40 mil passageiros hora/pico | Entre as Linhas 1–Azul e 2–Verde, e com o Bilhete Único da SPTrans | Laterais sobrepostas na 1–Azul e laterais na 2–Verde | Subterrânea | Estação com estrutura de concreto aparente, com dois níveis de plataformas |